# Expanderad polystyren

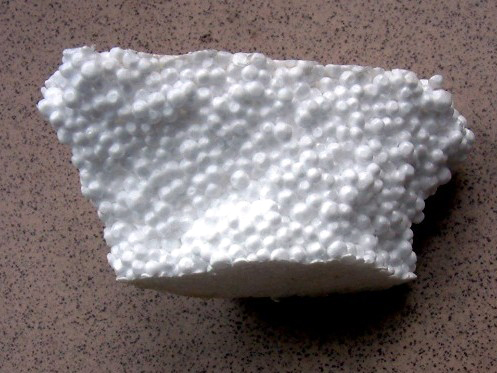
Expanderad polystyren

Expanderad polystyren, förkortat EPS, och ibland även kallat cellplast, består till 98% av luft och 2% polystyren. Materialet används framför allt som isolering inom byggnadsindustrin och som skydds- och förpackningsmaterial till vitvaror, elektronik och matvaror. I Sverige är materialet mest känt under namnet Frigolit, ett varumärke som sedan 2009 ägs av EPS Sverige som företräder tillverkarna av EPS. Andra handelsnamn är t ex Flamingo, Jackopor, Styrolit, Styropor, Sundolitt och Airpop.
EPS tillverkas av solida kulor av polystyren. Kulorna framställs genom polymerisation av styren i närvaro av jäsmedel såsom pentangas. När kulorna sedan värms upp, ofta med hjälp av vattenånga, så expanderar de ca 40 gånger i storlek. EPS består därför mestadels av luft. Världsproduktionen av EPS var 10,6 miljoner ton år 2021.

## Upptäckt och historik
Den svenske uppfinnaren Carl Georg Munters utvecklade i början av 1930-talet en metod för tillverkning av extruderad polystyren (XPS), vilket är ett snarlikt material som EPS. I början av 1940-talet återupptäckte forskare på Dow Chemicals i USA Munters metod och köpte licensrättigheter av honom. Ett par år senare lanserade Dow Chemicals XPS-materialet Styrofoam.
Expanderad polystyren (EPS) upptäcktes av en slump år 1949 av den tyske kemisten Fritz Stastny då han försökte utveckla ett isoleringsmaterial för elkablar. Materialet döptes till Styropor och fick sitt stora genombrott på en mässa i Düsseldorf år 1952. I Sverige började man tillverka livbojar av EPS i mitten av 1950-talet och efter det följde utveckling och tillverkning av surfbrädor, flytvästar, bojar, mm.

## Egenskaper

### Allmänfysikaliska och mekaniska egenskaper
Expanderad polystyren (EPS) tillverkas normalt med densitet från 10 kg/m3 upp till 50 kg/m3. Ökad densitet ger ökad tryckhållfasthet. Böjhållfastheten är beroende av svetsningsgraden i materialet. Bättre sammansvetsning ger högre böjhållfasthet. Skjuvhållfastheten är ungefär lika hög som tryckhållfastheten, till skillnad från många andra cellplastmaterial som i regel har lägre skjuvhållfasthet än tryckhållfasthet. Såväl styvhet som hållfasthet kan förbättras genom termisk behandling av materialet. Densiteten ökar dock vid termisk behandling. Materialet är i normalfallet vitt och kännetecknas av hög stötdämpningsförmåga.

### Temperaturtålighet
Glasomvandlingstemperaturen för polystyren är 100°C. Vid glasomvandlingstemperaturen sjunker materialets styvhet med 3-4 tiopotenser och det går därför inte att använda polystyrenprodukter över 100°C. Högsta rekommenderade användningstemperatur för EPS är +80°C. Materialets styvhet kan minska om det utsätts för termisk cykling under lång tid.
Eftersom amorfa plaster inte smälter utan endast mjuknar vid förhöjd temperatur så saknar EPS smälttemperatur. Men vid temperaturer över glasomvandlingstemperaturen kollapsar cellstrukturen. 

### Värmeisolering
Ett materials värmeisolerande förmåga beskrivs av värmekonduktiviteten. För att erhålla bra värmeisolering så ska värmekonduktiviteten vara så låg som möjligt. EPS har mycket låg värmekonduktivitet och dessutom är värmekonduktiviteten stabil över tid, vilket inte är fallet för alla typer av cellplaster.

### Kemikaliebeständighet
EPS är beständigt mot havsvatten, alkohol, svaga och starka syror samt de flesta animaliska och vegetabiliska oljor. Materialet angrips dock av bensin, bensinångor och en del organiska lösningsmedel och syntetiska oljor.

### Miljöpåverkan
EPS är ett kemiskt inert och vattentåligt material. EPS angrips inte av mikroorganismer som till exempel rötsvampar, mögel eller bakterier. Om materialet är starkt nedsmutsat kan smutsen dock utgöra näring för mikroorganismer så att påväxt kan ske. EPS bör inte utsättas för långvarigt solljus eftersom det leder till nedbrytning och missfärgning av materialet.
I tabellen nedan visas normala fysikaliska data för EPS vid 23°C. Egenskaperna styrs till stor del av materialets densitet.
| Egenskap                     | Enhet    | EPS         |
| ---------------------------- | -------- | ----------- |
| Densitet                     | kg/m3    | 10 – 50     |
| Längdutvidgningskoefficient  | 10-6/K   | 60 – 80     |
| Värmekonduktivitet           | 10-3W/mK | 27 – 45     |
| Elasticitetsmodul, korttid   | GPa      | 0,005 – 2,5 |
| Tryckhållfasthet (flytning)  | MPa      | 0,04 – 10,9 |
| Högsta användningstemperatur | °C       | 80 – 85     |
| Syreindex                    | %        | 18 – 24     |

## Användningsområden

### Bygg
Expanderad polystyren (EPS) har använts inom byggnadsindustrin sedan 1950-talet. Materialet används framför allt för isolering av väggar, fasader, tak, golv och grunder, men även för tillverkning av lättviktsbetong och under vägar (så kallade vägbankar). Genom att tillsätta EPS i betong så kan densiteten sänkas högst väsentligt samtidigt som den termiska isoleringsförmågan och ljuddämpningen förbättras.

### Förpackningar
Den goda isolerings- och stötupptagningsförmågan, i kombination med att svampar, mögel och bakterier har svårt att växa till på materialet, gör EPS lämpligt som förpackningsmaterial för färsk fisk, kött, frukt och grönsaker samt känsliga läkemedel. Materialet används också för att säkerställa önskad temperatur genom hela transportkedjan. En stor fördel med EPS är att det är enkelt att anpassa materialet för olika typer av förpackningslösningar.

### Flythjälpmedel
Eftersom densiteten är låg så används EPS mycket som flythjälpmedel. Exempel på produkter är t.ex. simdynor, livbojar och pontonbryggor.

### Sportartiklar och skydd
Låg densitet i kombination med bra stötupptagningsförmåga gör EPS populärt som material för hjälmar, armskydd, benskydd och bilbarnstolar. EPS används även som kärnmaterial i surfbrädor.

### Andra komponenter
På grund av sin låga värmekonduktivitet så används EPS som isolering för en mängd olika typer av produkter, t.ex. värmepumpar. Materialet används även som grundmaterial vid tillverkning av pluggar och formar inom kompositindustrin.

## Tillverkning
Expanderad polystyren (EPS) tillverkas i två steg. Först skummas materialet genom att vattenånga pressas mellan kulorna av polystyren. Vattenångan höjer temperaturen på kulorna och jäsmedlet som ligger löst i kulorna fungerar då som drivgas och får kulorna att expandera kraftigt i volym (ca 40 ggr). Efter skumningssteget sker en gjutprocess där materialet formas till önskad geometri. Vattenånga används även i detta processteg för att svetsa samman de expanderade kulorna. Vid tillverkning av isolerskivor så tillverkas stora block av EPS som sedan bearbetas med hjälp av elektriskt uppvärmda metalltrådar.

## Miljö
Expanderad polystyren (EPS) är ett fossilbaserat material som är 100% återvinningsbart. Endast ca 0,1% av den globala oljekonsumtionen används för tillverkning av EPS. Materialet är giftfritt och inga klorflourkarboner används vid tillverkningen. Det finns en stor efterfrågan på återvunnet råmaterial. Produktion och användning av biobaserad EPS är i dagsläget liten.
EPS utgör ofta ett miljömässigt bra materialval för många olika typer av produkter, t.ex. byggnader och fordon, tack vare dess låga densitet och goda termiska isoleringsförmåga. Miljö- och livscykelbedömningar har visat att EPS sparar mer energi än vad som behövs för att producera det. Eftersom EPS är väldigt lätt i förhållande till sin volym kan plattor och spillbitar enkelt blåsa i väg med vinden och det är därför viktigt att säkra EPS vid användning utomhus.
Europaparlamentet presenterade 5 juni 2019 direktivet 2019/904. I detta direktiv, som ofta benämns ”engångsplastdirektivet”, förbjuds tillverkning och saluförande av ett antal plastprodukter inom EU. Syftet med direktivet är att förebygga och minska vissa plastprodukters inverkan på miljön, särskilt vattenmiljön, och på människors hälsa samt att främja övergången till en cirkulär ekonomi med innovativa och hållbara affärsmodeller. Muggar, dryckesbehållare och livsmedelsbehållare av EPS berörs av förbudet och från och med 1 januari 2022 får denna typ av produkter därför inte längre saluföras på den svenska marknaden.

## Återvinning
Det miljömässigt bästa alternativet för uttjänta EPS-produkter är normalt återanvändning, vilket ofta är möjligt eftersom EPS har bra långtidsegenskaper. Om återanvändning inte är möjligt kan EPS återvinnas på ett flertal olika sätt. EPS med olika mängder återvunnen råvara finns kommersiellt tillgängligt. 
Vid insamling och återvinning av EPS bör materialet komprimeras för att minska volymen vid transport. Komprimering kan öka densiteten på materialet upp till 50 gånger. Sedan den 1 augusti 2020 ska bygg- och rivningsavfall i plast sorteras ut separat och skickas för materialåtervinning.

### Mekanisk återvinning
Vid mekanisk återvinning så samlas EPS in och finfördelas till de små kulor som materialet är uppbyggt av. Kulorna kan sedan användas för tillverkning av lättviktsbetong, nya EPS-produkter, eller som lös isolering i väggar. Uttjänt EPS kan också smältas om till polystyrenråvara. Denna typ av återvinning sker normalt via smältextrudering. Produkter som tillverkas av återvunnen polystyrenråvara är till exempel engångsartiklar och hushållsartiklar, men även nytt EPS- eller XPS-material kan tillverkas av denna råvara. I Storbritannien återvinns mer än 100 ton EPS varje månad och i Norge hade man år 2021 en återvinningsgrad på 87,4% för EPS. I Sverige kommer Svensk Plaståtervinning börja med mekanisk återvinning av förpackningar av EPS under 2023.

### Fysikalisk återvinning
Fysikalisk återvinning innebär upplösning av EPS-materialet med hjälp av ett lämpligt lösningsmedel. Molekylkedjorna förblir intakta vid upplösning av materialet. Vanliga lösningsmedel för att lösa upp EPS är aceton, metylacetat, metyletylketon (MEK), bensen, toluen, xylen, och terpentin. Vid upplösning av EPS i toluen så erhålls ett material med bra vidhäftning till trä och detta material kan med fördel användas som bindemedel i spånskivor.
År 2017 startade PS Loop i Nederländerna med syfte att återvinna byggavfall av EPS. Tekniken som används i PS Loop går under namnet CreaSolv®. Tekniken innebär att byggavfallet bryts ned till en vätska med hjälp av ett lösningsmedel. Vätskan omvandlas därefter till ett gel samtidigt som föroreningar och oönskade tillsatser, t.ex. flamskyddsmedel, avlägsnas. Gelen omvandlas slutligen till nya plastgranulat som kan användas för tillverkning av nya EPS-produkter.

### Kemisk återvinning
Det finns en mängd olika metoder för kemisk återvinning av plast. De huvudsakliga metoderna är depolymerisation, pyrolys och förgasning. Vid kemisk återvinning av plast så bryts materialet ned till olika typer av molekylblandningar. Genom att bryta ned molekylkedjorna till molekyler och sedan sätta ihop dem igen via polymerisation så erhålls ”closed-loop” återvinning. I vissa fall kan det dock vara bättre (mer ekonomiskt gynnsamt) att använda molekylerna för tillverkning av andra kemikalier och ämnen (så kallad ”up-scaling”).

### Biologisk nedbrytning
Intresset för biologisk nedbrytning av plaster har ökat under senare år och olika organismer (mestadels mikrober) som kan bryta ned polystyren (PS) har identifierats. Genom att använda olika typer av enzymer som katalysatorer så kan EPS brytas ned till vatten, koldioxid och biomassa.

### Energiåtervinning (förbränning)
Energiåtervinning, vilket ofta även benämns energiutvinning, leder inte till en cirkulär ekonomi men kan vara ett alternativ när det uttjänta EPS-materialet är väldigt smutsigt eller blandat med andra material.